# Franche-Comté
Franche-Comté, znana tudi kot Francoska Komteja, je bila do leta 2015 vzhodna francoska regija ob meji s Švico. Njeno glavno in hkrati največje mesto je Besançon. Danes je del regije Burgundija-Franche-Comté.

## Geografija
Regija leži v vzhodni Franciji ob 230 km dolgi vzhodni meji s Švico, s katero jo loči masiv Jure. Na jugu meji na regijo Rona-Alpe, na zahodu na Burgundijo, na severu pa na regije Šampanjo-Ardene, Loreno in Alzacijo.

## Zgodovina
Ime Franche-Comté (svobodna grofija) se prvikrat pojavi leta 1366.
Ozemlje je bilo pod burgundsko oblastjo od leta 888 do 1034, ko je postalo del Svetorimskega cesarstva, dokončno ločeno od Burgundskega vojvodstva pa leta 1477, ko se je slednje priključilo Franciji. Pod špansko oblastjo je bil od 1556 do 1668, ko ga je zasedla Francija. Po sporazumu v Aachnu, ki je končal devolucijsko vojno, je bil še istega leta vrnjen Španiji, vendar ga je leta 1674 ponovno zavzela Francija. Dokončno je bil odstopljen Franciji s sporazumom v Nijmegnu 19. septembra 1678. 